# Intermetall
Intermetall war eine Elektronikfirma in Freiburg im Breisgau. Bei ihrer Gründung in Düsseldorf 1952 gehörte sie zu den ersten deutschen Unternehmen, die sich der Entwicklung und Vermarktung von Halbleiterbauteilen in der Elektronik widmeten. Die Firma ging 1997 in der Micronas Holding auf, die ihrerseits seit 2016 als TDK Micronas GmbH zum japanischen Konzern TDK gehört.

## Firmengeschichte
In der Anfangsphase hatte die Tätigkeit der Intermetall einen starken Akzent auf Forschung und Entwicklung, der nach dem ersten Besitzerwechsel aufgegeben wurde. Dennoch spielte das Unternehmen in der weiteren Firmengeschichte mit der Einführung neuer Produkte immer wieder eine Vorreiterrolle, wobei ihm auch entwicklungsintensive Innovationen gelangen.

### Gründung und Aufbauphase: Pionier der Halbleitertechnik
Im Mai 1952 wurde die Intermetall – Gesellschaft für Metallurgie mbH von Jakob Michael in Düsseldorf gegründet, dem Eigentümer des Deutschen Familien-Kaufhauses (DeFaKa). Als Zweck des Unternehmens wurde im Handelsregister die Forschung sowie die Herstellung und der Vertrieb von Erzeugnissen auf dem Gebiet der Metallurgie und verwandten Gebieten angegeben. Das Stammkapital belief sich auf 20.000 DM; angestellt wurden zunächst 14 Mitarbeiter. Für Forschungslabors und Produktionsstätten stellte DeFaKa finanzielle Mittel bereit.
Mit dem Aufbau der Firma wurde Herbert Mataré beauftragt. Er brachte wissenschaftliche und technische Experten von seinem früheren Arbeitgeber CFS Westinghouse aus Frankreich mit, die schon einige Zeit Dioden und Transistoren aus Germanium in Serie produzierte.
Nach Einrichtung der Produktionsstätten und Entwicklungslabors wurde die Belegschaft Anfang 1953 auf etwa 50 Mitarbeiter erhöht. Bis zum Sommer konnte die Produktion auf 20.000 Germaniumdioden pro Monat gesteigert werden. Diese sowie die zeitgleich produzierten Germaniumtransistoren wurden zunächst mit Spitzenkontakt gefertigt. Die damaligen Preise für Dioden waren je nach Typ drei oder sechs DM, für Transistoren 12 oder 15 DM. Neben der Süddeutschen Apparate-Fabrik (SAF) war Intermetall der einzige deutsche Hersteller, der im Spätsommer 1953 auf der Düsseldorfer Funkausstellung in Serie produzierte Transistoren zeigen konnte. Aufsehen erregte vor allem die Vorstellung von mit Bauteilen aus der eigenen Produktion bestückten Transistorradios – ein Jahr vor deren Markteinführung durch Texas Instruments.
Die Forschungsfragen, denen Intermetall nachging, betrafen die Entwicklung neuer elektronischer Bauteile, die Eignung von Germanium und Silizium für unterschiedliche Anwendungen, außerdem Verfahren zur Reinstdarstellung dieser Halbleiterelemente. Ein Teil der Aktivitäten der neuen Firma galt der Erforschung so genannter III-V-Verbindungshalbleiter, also intermetallischer Verbindungen von Elementen der III. und V. Hauptgruppe des Periodensystems, wie beispielsweise Aluminiumantimonid. Diese Verbindungen waren der Ursprung des Firmennamens Intermetall. Anfang der 1950er Jahre galten III-V-Verbindungen in der Halbleiterforschung als vielversprechende Alternativen zu Germanium und Silizium, praktische Anwendungen fanden sie jedoch erst ab den 1960er Jahren.
Der hohe finanzielle Aufwand für die Forschung, bei gleichzeitig geringen Erträgen auf einem noch beschränkten Markt für Halbleiter-Bauelemente machten das Unternehmen zu einem Zuschussbetrieb. Zwar waren für das Erreichen eines stabilen Profits fünf Jahre veranschlagt worden, aber das Forschungsspektrum der Intermetall, das neben Produktentwicklung auch Grundlagenfragen einschloss, war gegenüber dem schwachen Verkaufssektor so breit und kostenintensiv, dass Befürchtungen um den Erhalt der Investitionen aufkamen. Nachdem 1954 auch noch Schäden an gelagerten Transistoren auftraten, sollte Intermetall aufgelöst werden. In dieser Situation gelang es Mataré, die amerikanische Clevite Corporation von der hohen Qualität der Germanium-Flächentransistoren aus der neuesten Serie zu überzeugen und 1955 einen Verkauf der Intermetall an Clevite in die Wege zu leiten.
Der Übergang von Intermetall in die Clevite wurde vom damaligen CTO der Clevite, Semi Joseph Begun gefördert. Begun war als vom Nationalsozialismus Verfolgter in die USA emigriert. Nach dem Zweiten Weltkrieg setzte er sich dafür ein, dass in Deutschland eine Halbleiterindustrie entsteht. Begun hat Freiburg und die Intermetall auch nach seinem Ausscheiden aus der Clevite noch mehrmals besucht und die Geschäftsleitung beraten.

### Im Clevite-Konzern: Konsolidierung, frühe Konzentration auf Silizium
Nach dem Übergang zur Clevite verließ Mataré das Unternehmen, nunmehr Intermetall Halbleiterwerk Düsseldorf.  Die Forschung zu III-IV-Halbleitern wurde eingestellt, dafür die Produktionskapazität ausgeweitet, die Belegschaft verdoppelt; zunächst kam es dabei zu Qualitätseinbußen. Von der Süddeutschen Apparatefabrik (SAF), ebenfalls Pionier der Transistortechnik, kam 1956 Karl Seiler als neuer Geschäftsführer; Seiler war zudem Leiter eines Labors für Halbleiterphysik an der TU Stuttgart gewesen.  Die Intermetall spielte im selben Jahr mit den ersten deutschen Transistoren aus dem schwerer zu bearbeitenden, aber in den Halbleitereigenschaften dem Germanium überlegenen Silizium erneut eine Vorreiterrolle. Die neuen Transistoren wurden ab September 1956 für DM-Beträge im mittleren zweistelligen Bereich angeboten und kosteten damit fünfmal so viel wie Germaniumtransistoren. Noch Ende der 1950er Jahre war die Intermetall deutscher Marktführer bei Silizium-Transistoren. Profitieren konnte die Firma dabei von Synergien im Konzern, zu dem die amerikanischen Silizium-Pioniere Transistor Products und Shockley Transistor Corporation gehörten. Ein großer Erfolg wurde für die Intermetall die Zener-Diode, die sie ab 1957 als erster deutscher Hersteller anbot.
Als Ende der 1950er Jahre die Produktionskapazität ausgeweitet werden sollte, initiierte Seiler den Umzug von Düsseldorf nach Freiburg im Breisgau, damals ein Niedriglohngebiet. Der Umzug konnte 1960 abgeschlossen werden. Das Unternehmen beschäftigte zu diesem Zeitpunkt 730 Mitarbeiter. Als einziges etabliertes Unternehmen in Deutschland, das sich auf Halbleiterbauelemente spezialisiert hatte, bot Intermetall Anfang der 1960er Jahre auf diesem Gebiet die breiteste Produktpalette an und entsandte Vertreter in den Fachnormenausschuss und in Ausschüsse des Verteidigungsministeriums.
Im Jahr 1965 wurde die Clevite Corporation umstrukturiert und die Tochter Intermetall ging an den amerikanischen Mischkonzern ITT.

### Im ITT-Konzern: Innovativ mit Integrierten Schaltkreisen
Unter ITT firmierte das Unternehmen als Intermetall – Halbleiterwerk der Deutschen ITT Industries GmbH; Karl Seiler hatte das Unternehmen verlassen und war zu Heraeus gewechselt. Trotz ihrer Verbindungen zum amerikanischen Markt fand Intermetall zunächst nur langsam Anschluss an die neue Technik der Integrierten Schaltkreise. Ab den 1970er Jahren machte das Unternehmen aber mit Innovationen auf sich aufmerksam.
Ein Mikrochip aus dem Hause Intermetall war die Grundlage für das weltweit erste preisgünstige Quarzuhrwerk der Firma Staiger aus St. Georgen im Schwarzwald. Ein erstes, von der Intermetall im Jahr 1970 vorgestelltes Messemodell befindet sich heute im Deutschen Uhrenmuseum in Furtwangen.
Im Jahr 1983 stellte die ebenfalls zum ITT-Konzern gehörende Standard Elektrik Lorenz (SEL) den ersten Fernsehapparat mit digitaler Bildverarbeitung vor. Vorangegangen war eine siebenjährige Entwicklungsphase in enger Zusammenarbeit mit der Freiburger Konzernschwester Intermetall, deren Ingenieur Lubo Micic bereits Anfang der 1970er Jahre die ersten Grundlagen der neuen Technik entwickelt hatte.
In Zusammenarbeit mit dem Fraunhofer-Institut für Integrierte Schaltungen entwickelte die Intermetall Decoder Chips für MP3-Dateien. Ein erstes Musikabspielgerät ohne bewegliche Teile stellte die Intermetall auf der Tonmeistertagung 1994 in Karlsruhe vor – vier Jahre bevor tragbare MP3-Player auf den Markt kamen. Ein Single-Chip-Decoder für MP3-Dateien von Intermetall aus dem Jahr 1995 ist in der Außenstelle Bonn des Deutschen Museums zu sehen.
Im Jahr 1997 verkaufte der ITT-Konzern Intermetall an die Micronas Semiconductor Holding AG aus Zürich in der Schweiz. Mit etwa 1500 Beschäftigten war Intermetall zu dieser Zeit der größte private Arbeitgeber in Freiburg.  Der Umsatz der neuen Tochter hatte den der übernehmenden Muttergesellschaft im Jahr zuvor um ein Mehrfaches übertroffen. Kurzzeitig firmierte die Neuerwerbung als Micronas Intermetall GmbH. Nur wenig später endete jedoch die rechtliche Eigenständigkeit und das Unternehmen wurde auf seine Muttergesellschaft verschmolzen.

### Nachfolger
Seit die Holding Micronas 2016 von der japanischen TDK übernommen wurde, hat man deren Aktien von der Börse genommen und den Namen sowie die Rechtsform der Produktionsbetriebe auf TDK-Micronas GmbH geändert. Das operative Hauptquartier der TDK-Micronas wurde am Standort Freiburg eingerichtet.